# Вероніка Ремішова
Вероніка Ремішова (словац. Veronika Remišová, народ. 31 травня 1976, Жиліна, Чехословаччина) — словацька жінка-політик. Доктор мистецтв (ArtD.). Член партії «За людей». Чинний віце-прем'єр та міністр інвестицій і регіонального розвитку у кабінеті Матовича на чолі з Ігорем Матовичем з 21 березня 2020 року. Депутат Національної ради з 5 березня 2016 року по 21 березня 2020 року.

## Життєпис
Народилася 31 травня 1976 року у місті Жиліна.
Закінчила з відзнакою Вищу школу виконавських мистецтв у місті Братислава, де отримала ступінь магістра мистецтв і доктора мистецтв (ArtD.). Закінчила Університет Париж IV у Парижі, де отримала ступінь магістра мистецтв. Закінчила Коледж міждисциплінарних досліджень (Collége d'Études Interdisciplinaires) у Брюсселі, де отримала ступінь магістра мистецтв. Отримала сертифікат про вищу освіту (Cert. H.E.) у коледжі в Великій Британії.
У 2004—2013 рр. працювала в Європейській комісії, керувала програмою неформальної освіти «Молодь у дії». У 2013—2014 рр. викладала в Університеті імені Я. А. Коменського в Братиславі і в Католицькому університеті в Ружомберке. У 2014—2018 рр. працювала радником у муніципальній раді Братислава Старе-Место.
На парламентських виборах 5 березня 2016 року обрана депутатом Національної ради від партії «Звичайні люди». Член Парламентської асамблеї Ради Європи (ПАРЄ) з 20 червня 2016 року, входила до групи Європейських консерваторів і Демократичного альянсу. У червні 2019 року вступила до партії «За людей», створену 2 вересня, і очолювану президентом Словаччини Андреєм Кіскою. На парламентських виборах 29 лютого 2020 року переобрана депутатом Національної ради від партії «За людей». 21 березня, у зв'язку з переходом на роботу в уряд, залишила Національну раду. Вакантне місце зайняв Марек Антал (Marek Antal).
21 березня 2020 року отримала портфель віце-прем'єра й одночасно портфель міністра інвестицій і регіонального розвитку у кабінеті Матовича.